# Antigone (Montpellier)
Pour les articles homonymes, voir Antigone.
Antigone est un quartier de Montpellier conçu par l'architecte catalan Ricardo Bofill dès 1978 sous l'impulsion du maire de Montpellier Georges Frêche et de son adjoint, le géographe Raymond Dugrand, et construit à partir de 1983. La majorité des immeubles a été construite sur un style très librement inspiré par les formes architecturales de la Grèce antique selon le projet de l'architecte suivant un axe qui se veut faire écho à l'est à celui qui a structuré la ville à l'ouest, avec la promenade du Peyrou et l'aqueduc des Arceaux,.

## Description

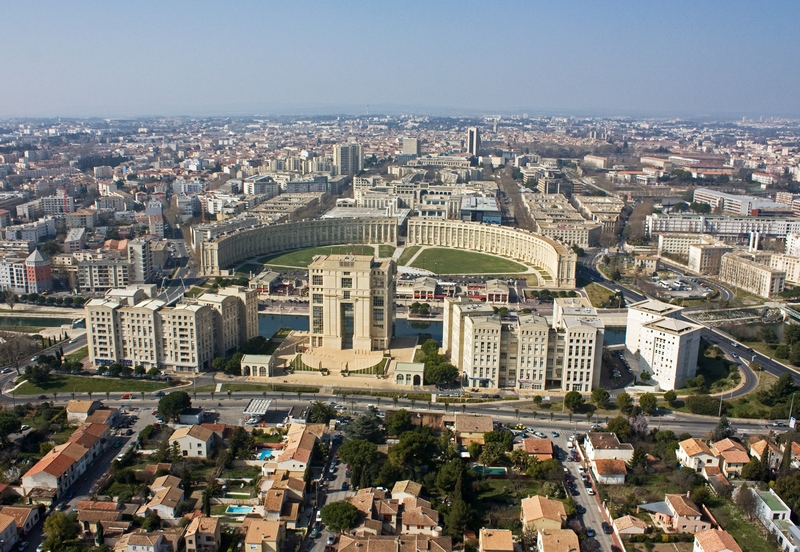
Vue aérienne en 2011.

Le quartier se situe au sud-est du centre-ville l'Écusson, sur des terrains à l'est du chemin de fer, jusque là occupés par le « Polygone » qui était l'ancien champ de tir de la caserne Joffre (9 hectares), l'association Don Bosco (5 hectares comprenant l'ancienne église Saint-Georges, un centre d'apprentissage géré par les salésiens et des jardins) ainsi que proche de la rive Ouest du Lez la friche industrielle de l'immense usine de Villodève autrefois exploitée par Faulquier Cadet & Cie pour la fabrication de savons et bougies (4 hectares), fermée depuis 1936,,. La petite partie du quartier située sur la rive Est du Lez, est bâtie sur les sites de l'ancienne école Painlevé et de la distillerie coopérative de Montpellier. Les berges du Lez ne sont alors pas encore aménagées en ces lieux, à l'exception du pont Juvénal,.
Plusieurs projets sont étudiés pour densifier ces vastes terrains, sans aboutir : des lotissements et une nouvelle gare au début du XXe siècle, puis une cité administrative après la Seconde Guerre mondiale. Dans les années 1970, les bordures de ces terrains sont finalement bâties avec le centre commercial du Polygone et la Tour Polygone à l'extrémité Ouest, des bâtiments administratifs au Nord-Ouest et la résidence monumentale Le Nouveau Monde au Sud-Ouest. La plus grande partie des terrains, environ 20 hectares, reste toutefois inexploitée,,.
Lorsque Georges Frêche succède à François Delmas en tant que maire de Montpellier à la fin des années 1970, il décide avec son premier adjoint Raymond Dugrand de bâtir sur le reste des terrains un quartier complet aux fonctions diverses (opposé au zonage), qui ouvrirait la ville vers l'Est, vers le Lez et vers la mer,. En effet, le développement des logements de Montpellier se concentrait jusque là principalement vers l'Ouest et le Nord de l'ancienne cité,. Dugrand souhaite qu'Antigone soit « construit pour l'Homme et rien que pour l'Homme ». La moitié des logements sont prévus pour être des logements sociaux HLM, le maire Frêche parle de « logements beaux, à proximité du centre des villes, qui puissent être habités par tout le monde »,. Le coût de fabrication de ces HLM est seulement 10% plus élevé que les cités HLM classiques, et la mairie de l'époque justifie que ce surcoût a été totalement compensé par la vente de locaux commerciaux au pied des immeubles.
En mai 1979, l'architecte catalan Ricardo Bofill est désigné architecte coordinateur de l'opération. La même année, l'armée cède ses terrains à la commune. Les salésiens de l'association Don Bosco aussi, à la suite de la condamnation de l'Église Saint-Georges en 1972 pour risque d'effondrement et à la destruction par incendie de l'aile principale du pensionnat du centre d'apprentissage en 1977. Ils obtiennent la construction d'une nouvelle église dans le  quartier en construction. Enfin, le reste du terrain est occupé par la friche de l'usine de savon et de bougies Villodève, fermée en 1936, et inutilisée depuis février 1939, mois lors duquel le préfet de l'Hérault en avait fait un « centre de triage » des réfugiés de la Guerre Civile espagnole,.

Un style architectural postmoderne inspiré de la Grèce antique est retenu pour Antigone,. Ce style est utilisé par le Taller de Arquitectura de Bofill pour plusieurs de ses projets, notamment les Espaces d'Abraxas à Noisy-le-Grand, les Echelles du Baroque à Paris ou encore le Bofills Båge à Stockholm. Il est marqué par des colonnes cannelées monumentales de style antique dissimulant les escaliers, des décors gréco-romains et une utilisation du béton teinté beige imitant la pierre,. Cet architecture singulière fait à l'époque polémique, y compris car elle est jugée en rupture avec les constructions modernes l'entourant, issues du mandat du maire sortant François Delmas.

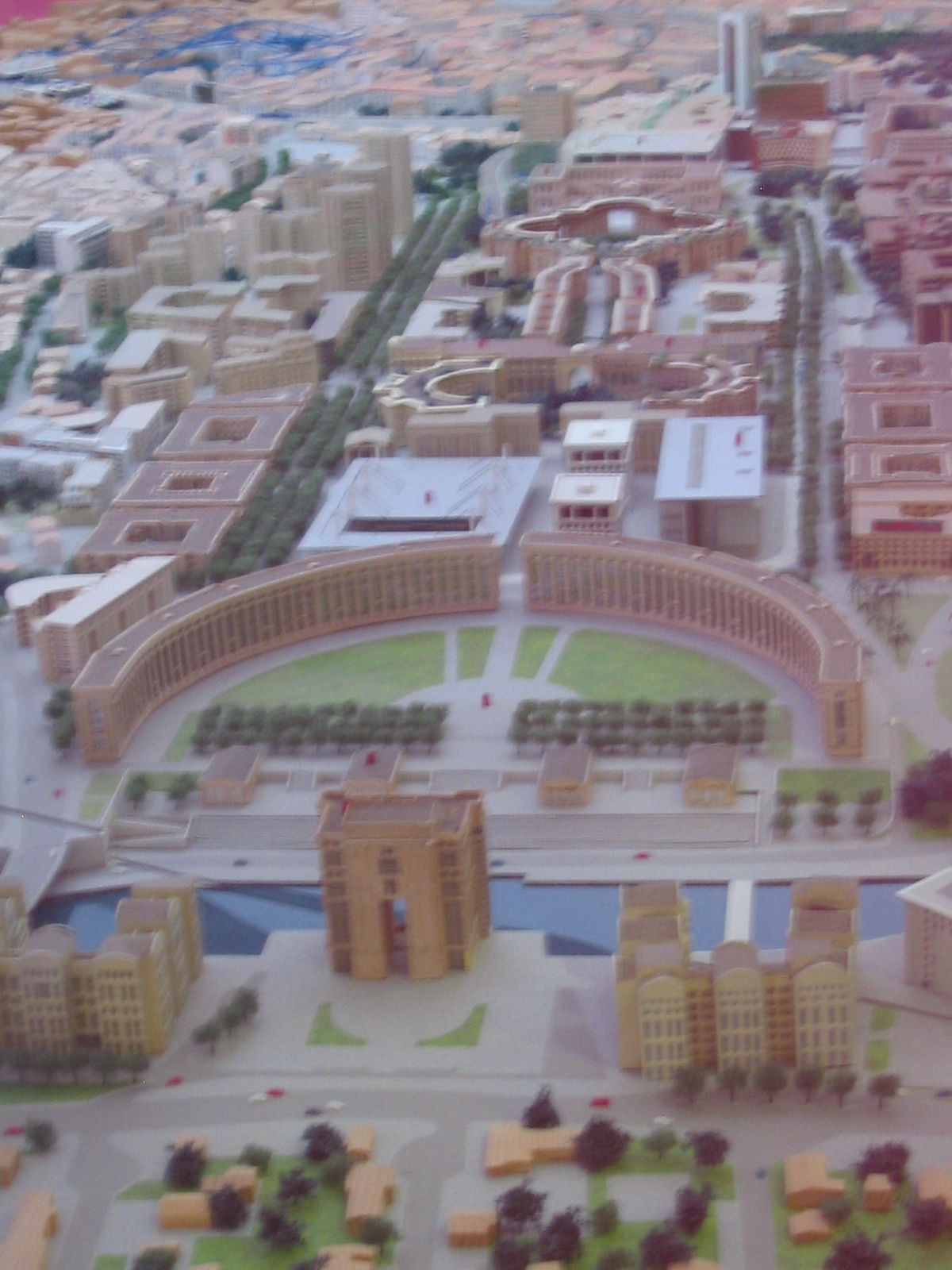
Maquette d'Antigone
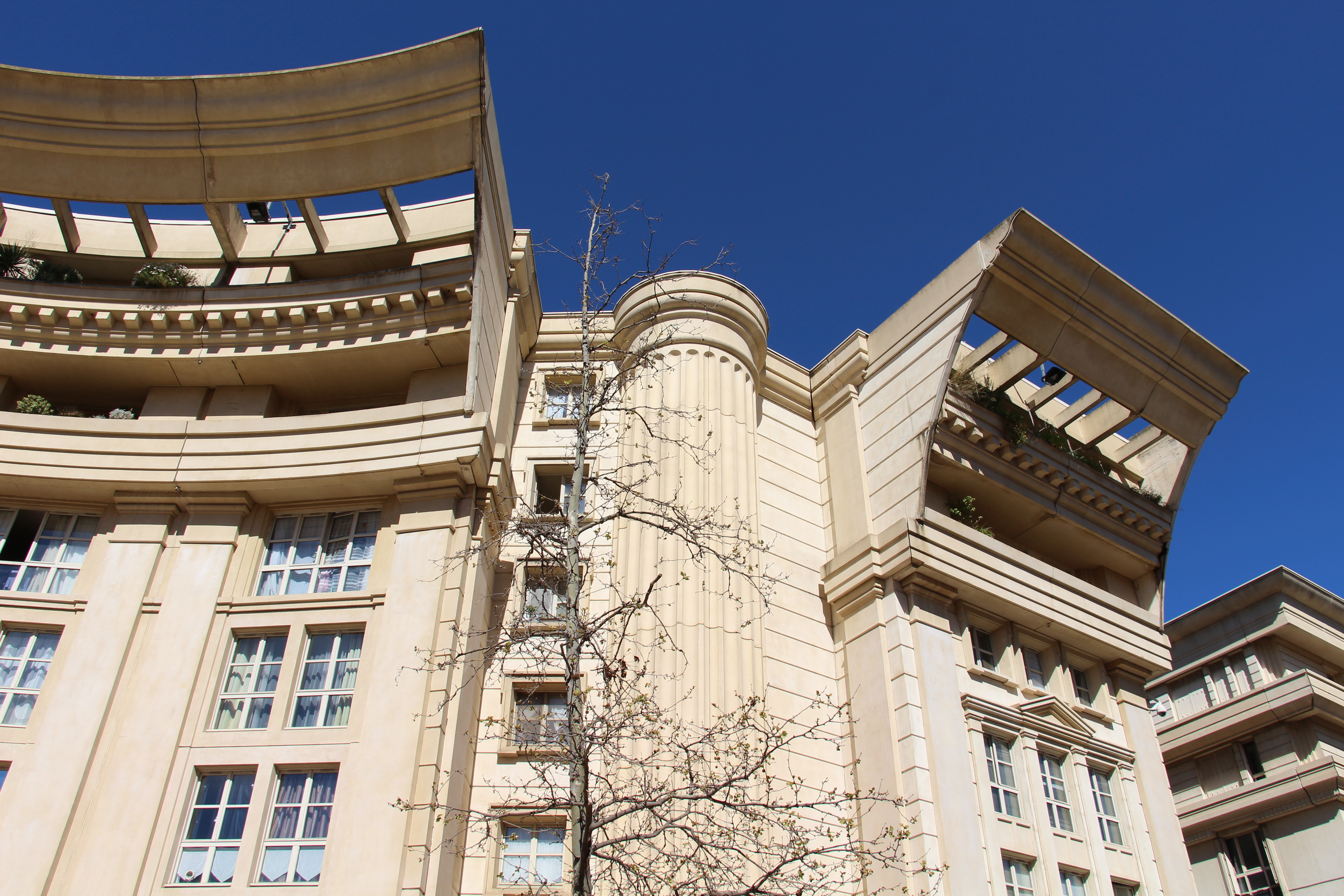
Détails architecturaux (Résidence Le Nombre d'Or)

En 1982 la mise en chantier de la Place du Nombre d'Or démarre. Elle est vaste de 9 000 m2 et entourée d'immeubles. Les premiers logements sont livrés dès 1984. Des dizaines de grands palmiers sont installés sur cette place, Bofill souhaitant évoquer une oasis. Ils laissent place quelques années plus tard à des platanes.

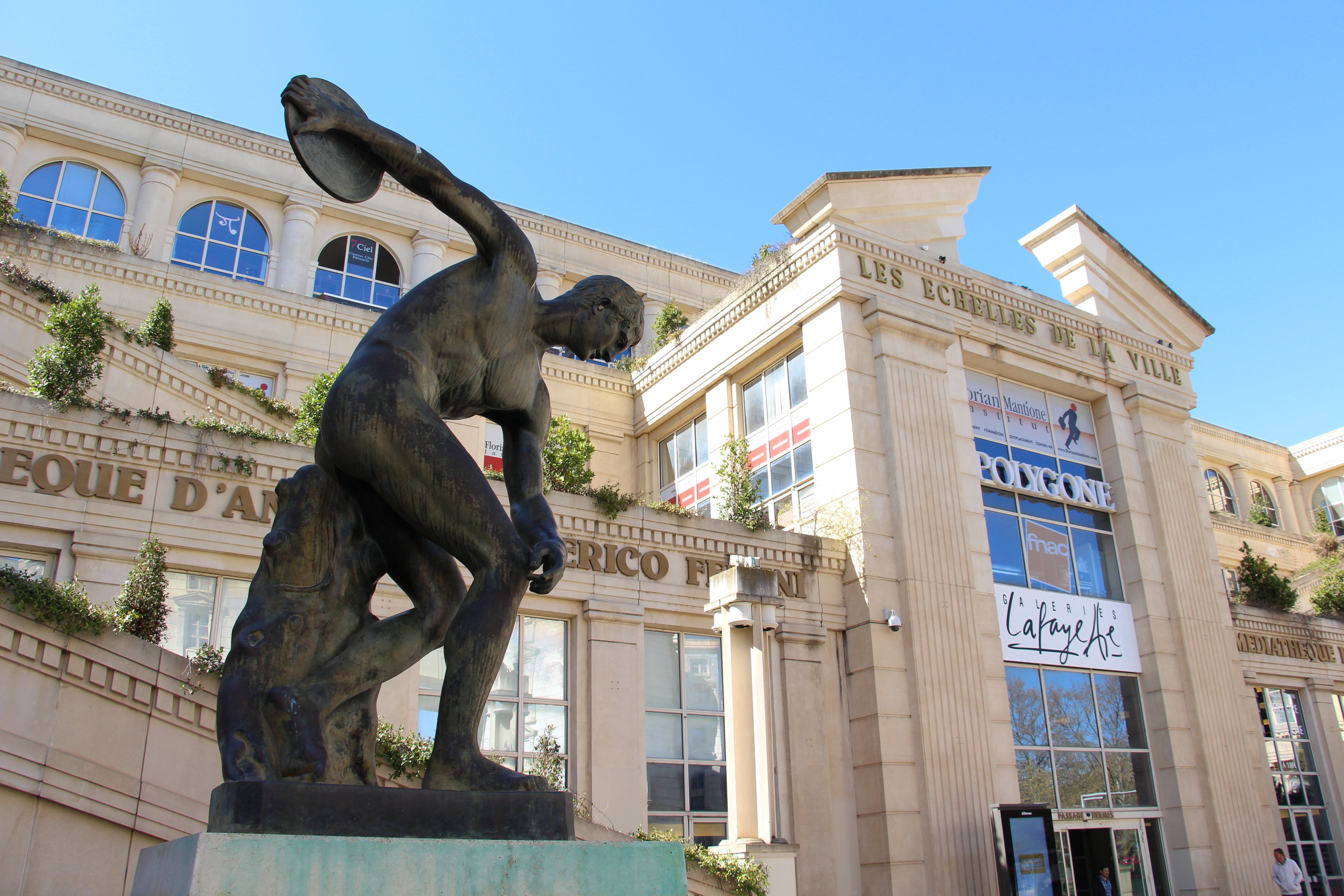
Les Échelles de la Ville

Le quartier d'Antigone s'étend aujourd'hui depuis Les Échelles de la Ville (1986/1987), faisant office de façade Est au centre commercial du Polygone à l'Ouest jusqu'au fleuve du Lez le long d'une perspective d'environ 900 mètres. Sur la rive gauche, l'Hôtel de la région Languedoc-Roussillon également construit par Ricardo Bofill et les résidences adjacentes gardent une architecture dans la continuité de celle d'Antigone,. C'est ainsi l'Avenue de la Pompignane et non pas le Lez à proprement parler qui marque l'extrémité Est d'Antigone.
L'architecture du bâtiment des Échelles de la Ville est inspiré par les temples mésopotamiens. Ce lieu n'accueille pas de logement, mais des bureaux, commerces, médecins et écoles d'enseignement supérieur. Il est traversé en son centre par un escalator (le Passage Hermès) reliant Antigone au Polygone. Les Échelles de la Ville accueillent dès 1995 la médiathèque Federico Fellini (1 900 m2), spécialisée dans les jeux vidéos, les films et les bandes dessinées,.

Le nouvel hôtel de région Languedoc-Roussillon est bâti à la fin des années 1980 sur le site de l'ancienne école Painlevé et de la distillerie coopérative de Montpellier, sur la rive gauche du Lez. Il est haut de cinquante mètres et marqué par une forme en arche. Cette arche est exposée aux vents violents qui s'engouffrent notamment par le Lez et est fermée par des verrières de 21 mètres de haut fin 1989,.

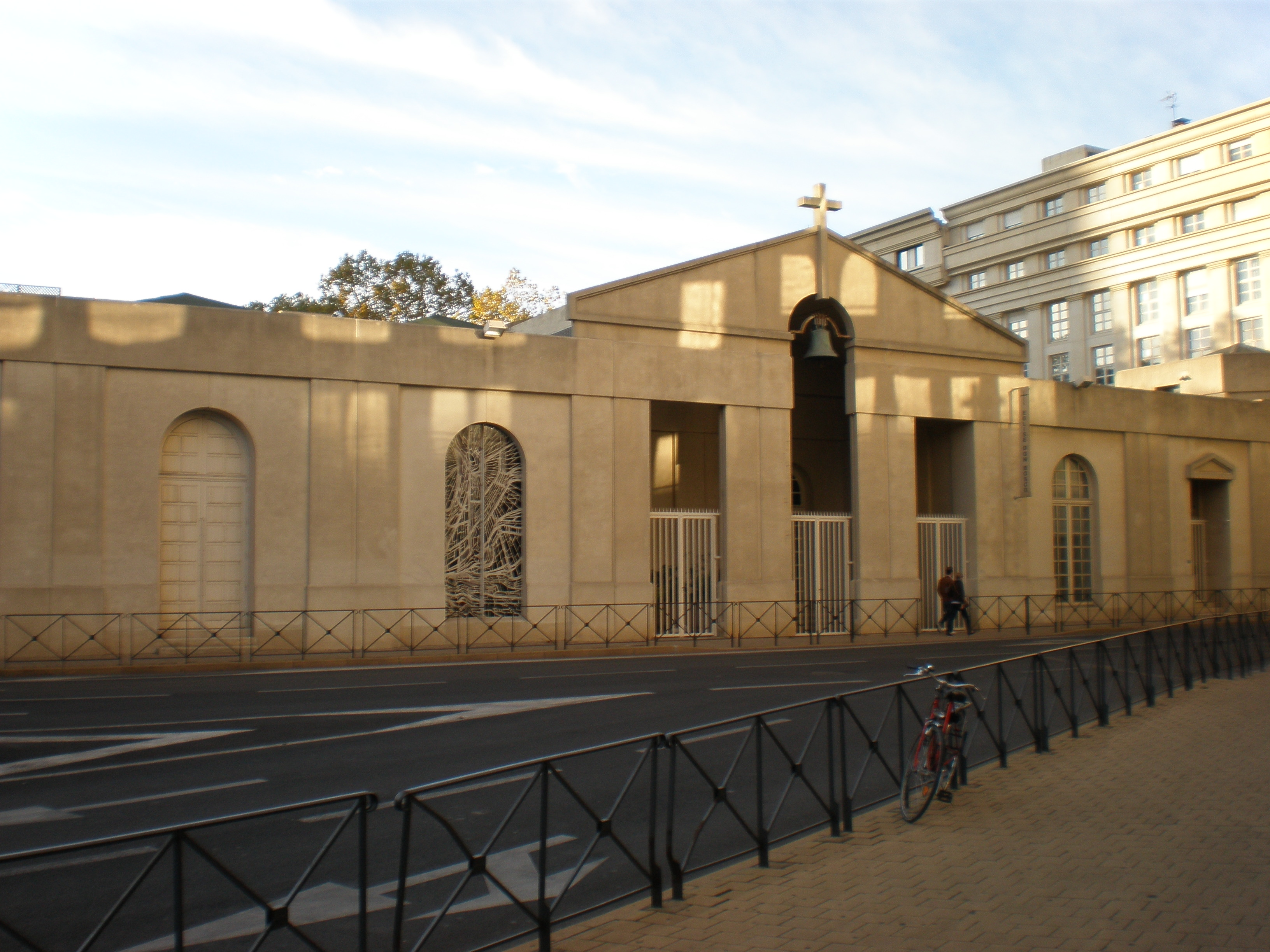
Église Don Bosco

La nouvelle église don Bosco (1985), remplaçant l'église Saint-Georges de 1892, conçue dans un style très simple pour satisfaire le cahier des charges d'Antigone, arbore 80 m2 de vitraux riches de 140 nuances de couleurs conçus par l'artiste montpelliéraine Renée Rauzy.
En 1998 est réalisé le percement d'un immeuble de la place du Nombre d'Or, contre l'avis de Bofill qui l'avait construite fermée et souhaitait qu'elle le reste,. Antigone cesse alors de faire dos au centre-ville, ce percement ayant permis de créer une perspective complète à partir du centre commercial du Polygone à l'hôtel de région et de faciliter la circulation des piétons,. Le dessin initial de la place du Nombre d'Or est également altéré à la même époque par le retrait de deux grands portiques en béton, chacun était constitué de deux colonnes et d'un fronton triangulaire,. 

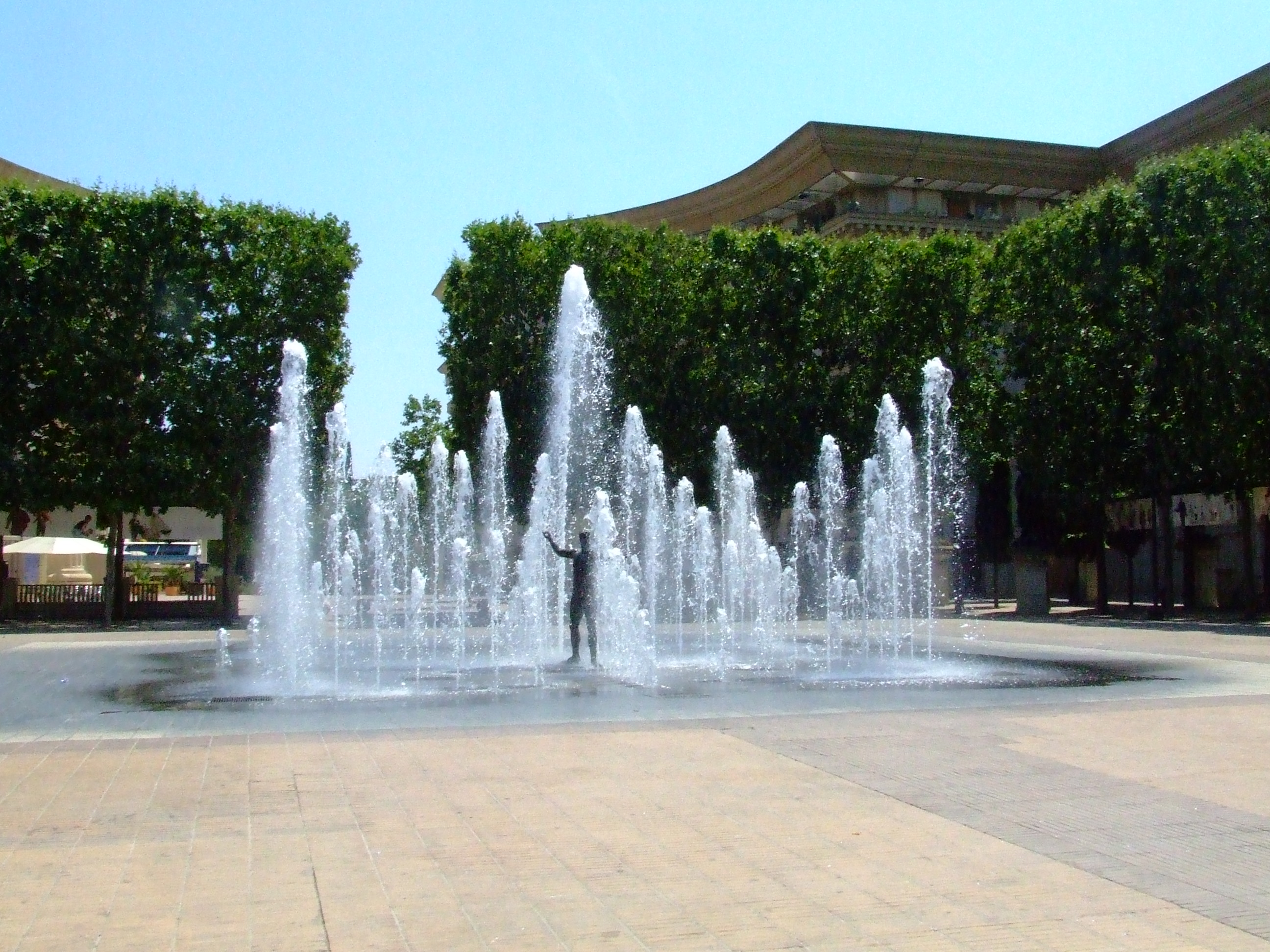
Fontaine sèche de la Place du Nombre d'Or

En 2000, une fontaine sèche dotée de jets d'eau montant jusqu'à 15 mètres de haut est inaugurée sur cette même place du Nombre d'Or.
L'aménagement des lieux s'est achevé au début des années 2000 avec la construction plusieurs grands équipements, non prévus initialement:
- La piscine olympique d'Antigone, signée Bofill, ouverte en 1996, au style peu homogène avec le reste d'Antigone[26],[3],
- La médiathèque centrale Émile Zola[27], dessinée par Paul Chemetov[28], vaste de 15 780 m2, ouverte en 2000, dont le style est également jugé en rupture avec le reste du quartier[29],[3],
- Deux immeubles de bureaux, au style plus simple que les premiers immeubles[3], tous deux situés entre la piscine et la médiathèque[30],
- Les halles Jacques Cœur en 2000[12],
- Le passage de la ligne 1 du tramway, inaugurée en juin 2000.

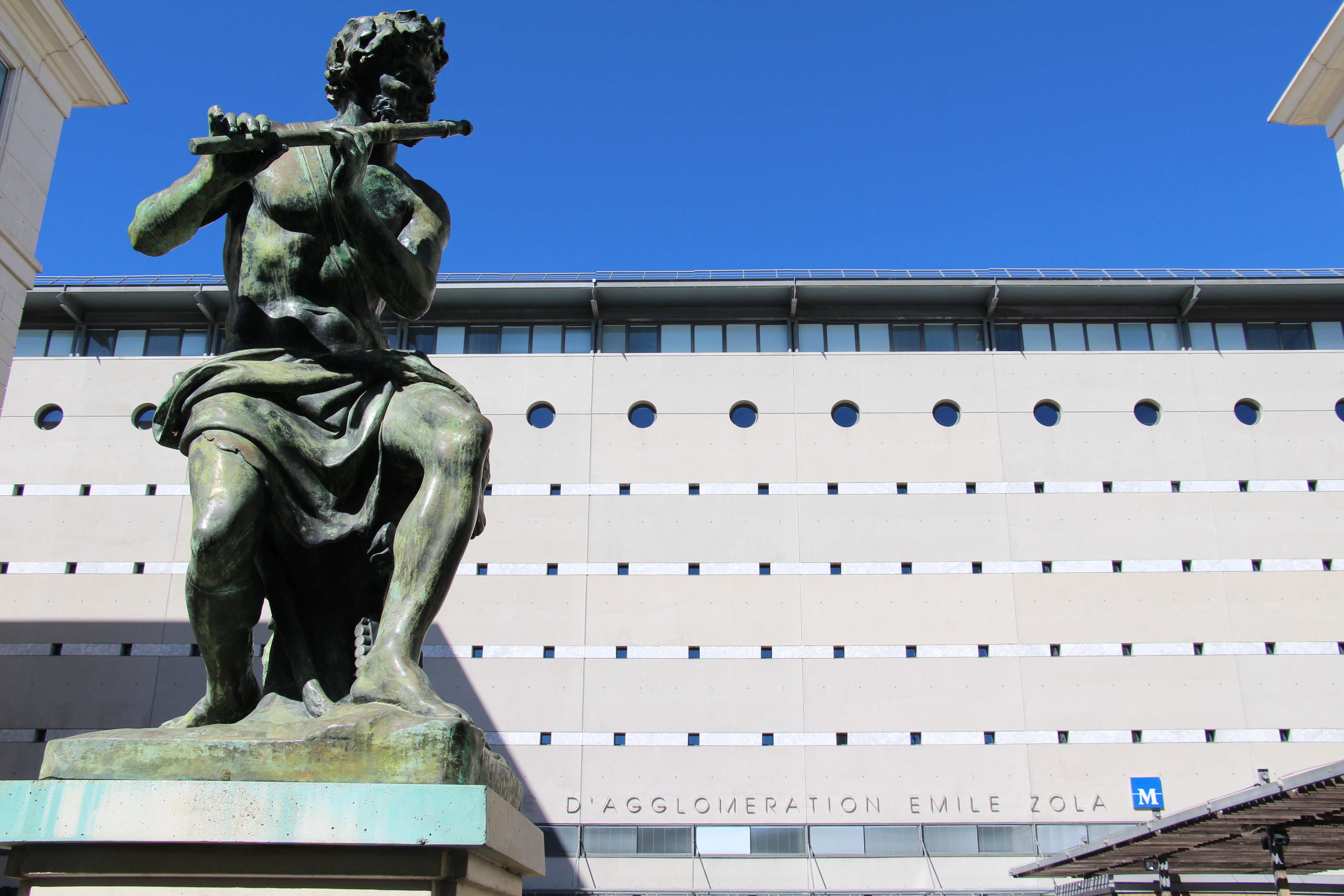
Médiathèque Emile Zola et statue de Dionysos
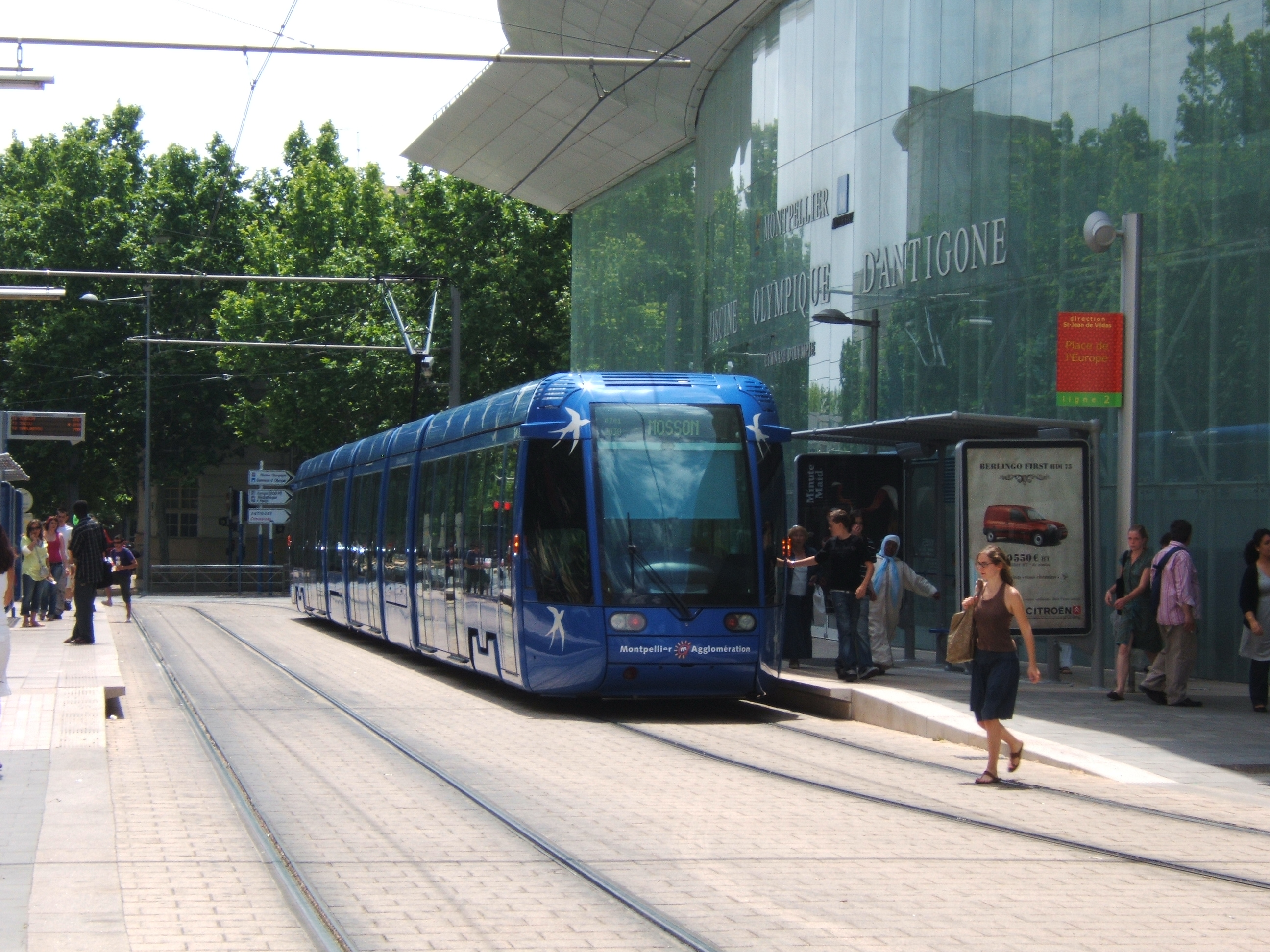
Ligne 1 du Tramway et piscine Olympique

Antigone a été la première grande étape dans l'urbanisation du sud-est de la ville près du Lez suivie par l’aménagement du quartier de Richter autour des UFR d'AES et des Sciences économiques de l'université Montpellier 1 lui-même suivi vers l'est par le quartier résidentiel de Port Marianne et le complexe commercial et ludique d'Odysseum.
C'est grâce aux aménagements du cours du Lez que des terrains jusqu'alors inconstructibles ont pu être urbanisés permettant à la ville de se trouver un nouvel axe d’expansion suivant le Lez vers la mer.
De nombreuses statues copiant de célèbres sculptures principalement gréco-romaines sont installées au début des années 2000, telles que l'Apollon du Belvédère (devant les Échelles de la Ville), le Discobole (idem), le Dieu de l'Artemission (fontaine de la place du Nombre d'Or, retiré quelques années plus tard), Victoire de Samothrace (Esplanade de l'Europe), la Vénus d'Arles (Place Zeus), la Diane de Versailles (idem), le Moïse de Michel-Ange (Boulevard de l'Aéroport International), le Démosthène du Louvre (idem) et le Berger flûteur (Allée de Delos),,,,,,.
Une reproduction de la statue de Jacques Cœur d'Auguste Préault est également présente devant les Halles Jacques Cœur depuis leur inauguration,. On peut aussi noter la présence du bronze Orlando Furioso du sculpteur Ape.les Fenosa sur la terrasse des restaurants des berges du Lez.
En 2003, une fontaine circulaire dotée d'une bassin de 16 mètres de diamètre est installée sur la Place Thessalie. Elle est ornée d'un ensemble 3 statues datant des années 1980 appelé Trois Ephèbes, signé Jean-Marc Bourry.
En 2021, la médiathèque Federico Fellini des Échelles de la Ville est fusionnée avec la grande médiathèque Emile Zola. En 2023, la mairie annonce vouloir reconvertir l'ancien local de la médiathèque Federico Fellini d'ici fin 2024 en « Maison du Projet Urbain », un lieu dont la mission serait d'expliquer au grand public les projets urbanistiques menés par la mairie.

## Catastrophes naturelles

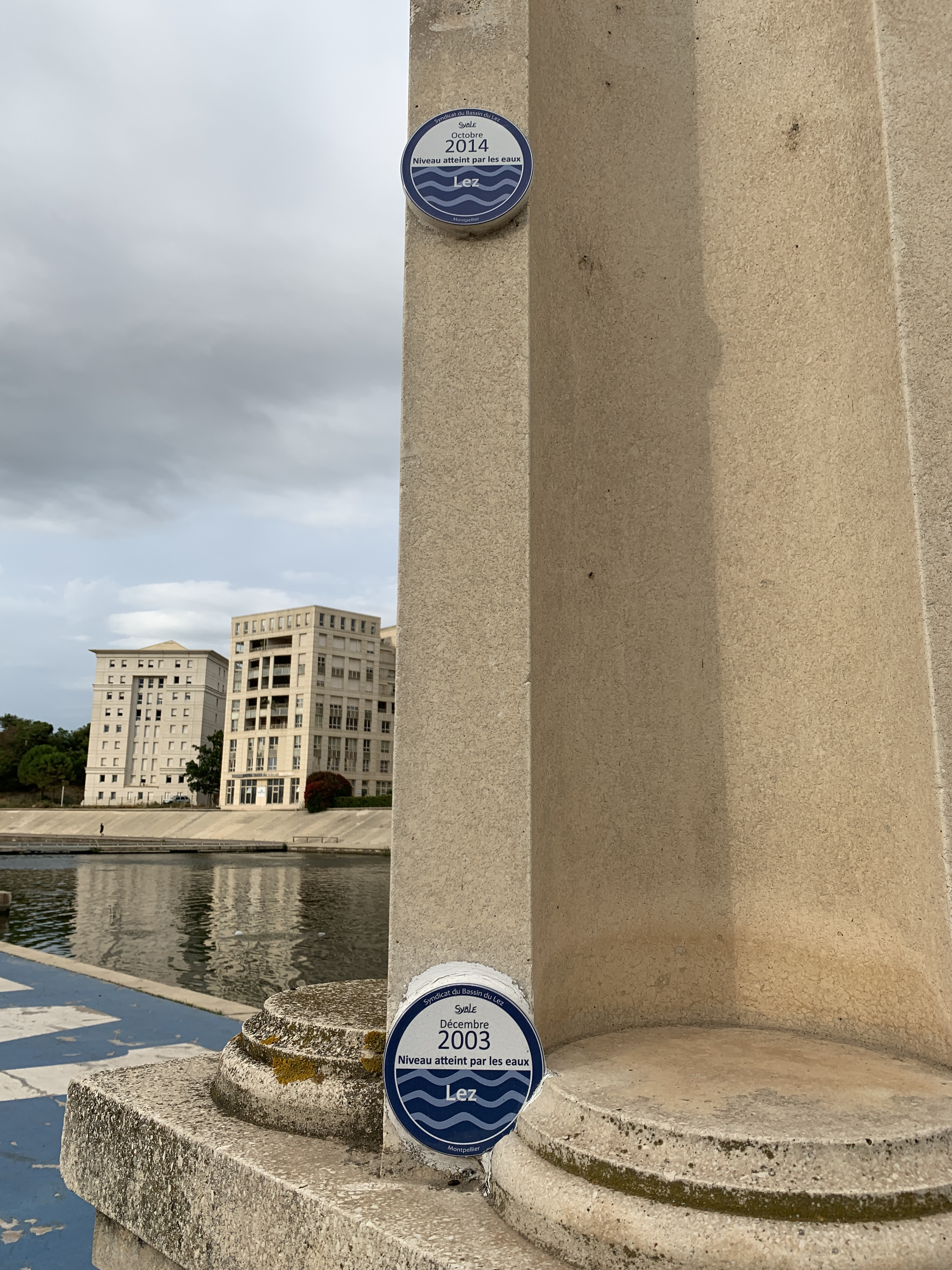
Panonceaux sur un lampadaire recensant le niveau de quelques crues du Lez au niveau de l'Avenue du Pirée

Le quartier est frappé en septembre 2000 par une tornade EF2 de 180 km/h suivant le cours du Lez, issue d'une trombe marine. Elle fait tomber une grue de chantier sur un bâtiment de la résidence Le Parnasse, l'un des derniers lots résidentiels en construction, adjacent à l'hôtel de région.
Les berges bétonnées du Lez sont souvent victimes de crues fortes et soudaines lors d'épisodes cévenols, entrainant la submersion de l'Avenue du Pirée et des passerelles piétonnes,.

## Variantes du projet
Lors de la conception d'Antigone, L'architecte avait esquissé 9 alternatives. La plupart d'entre elles comprenait un parc de 6 à 9 hectares,, mais celui-ci a finalement laissé place à une esplanade de gazon de dimension plus modeste (Esplanade de l'Europe) entre la résidence Port Juvénal et les guinguettes des bords du Lez.
La plupart des variantes comprenaient aussi un aqueduc longeant toute l'avenue principale, en rappel à l'Aqueduc Saint-Clément ,: finalement, c'est la variante sans aqueduc qui fut gardé.

## Projets avortés

### Polygone II
L'ancien maire François Delmas avait prévu d’aménager un espace vert de 6 hectares à la suite du Polygone, suivi d'un quartier d'affaires. Non réélu en 1977, ce projet ne verra finalement jamais le jour.

### Station thermale
Un projet de station thermale sur les rives du Lez (les « Thermes du Lez ») a été envisagé dans les années 1990. Il devait comprendre un centre de remise en forme, un centre thermal, des commerces, un hôtel, et prévoyait d'accueillir chaque année 10 000 curistes. Faute d'autorisation d'exploitation des eaux souterraines et dans un marché immobilier incertain, l'opération a été annulée,.

### Quartier d'affaires
Un projet de quartier d'affaires dit « World Trade Center » est avorté au fil du développement du projet de Bofill.

### Tunnel
L'axe central d'Antigone étant piéton, ce qui en fait un projet pilote, l'objectif initial est de faire passer les voitures par un nouveau tunnel.
Quatre routes traversant l'axe piéton de 900 mètres de long sont finalement construites avec la Rue Don Bosco (en 1986),, la Rue de l'Acropole, la Rue de Poséidon et l'Avenue du Pirée.
La Rue de l'Acropole est condamnée de manière que les voitures cessent de traverser l'axe central dans au début des années 2000. Le trafic de la Rue de Don Bosco (renommée Rue Léon Blum) est largement réduit au début des années 2020.

## Démographie
| 1999  | 2007  | 2009  |
| ----- | ----- | ----- |
| 7 175 | 7 765 | 7 524 |

## Evènements

### Annuels

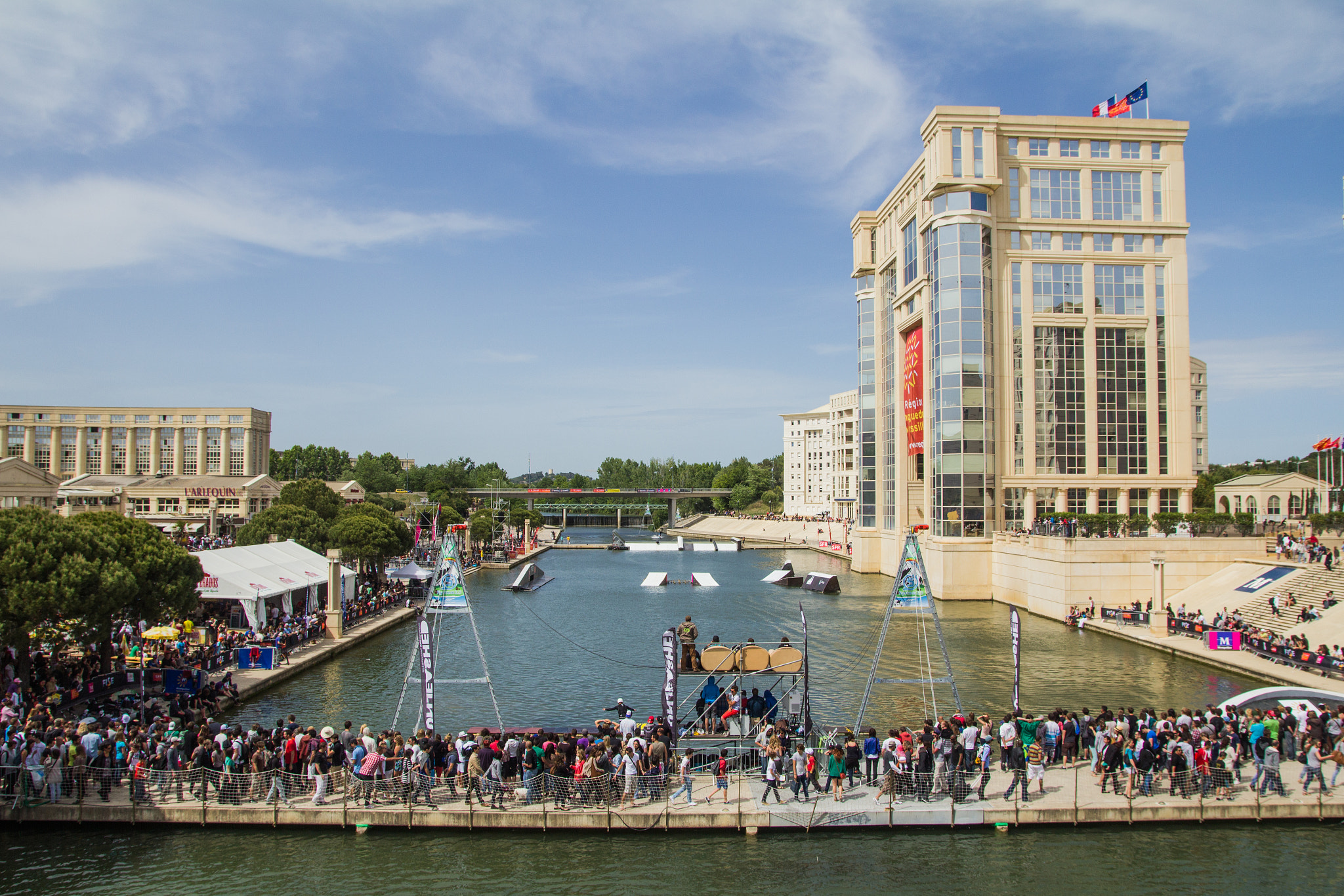
FISE 2012

Depuis 2007, les quartiers d'Antigone et de Richter accueillent chaque année durant plusieurs jours le Festival International des Sports Extrêmes (FISE) et ses 600 000 visiteurs,.
Chaque année, l'axe central d'Antigone accueille également durant une journée l'Antigone des Associations, un dimanche dédié à la rencontre entre les associations de la région montpelliéraine et le grand public (jusqu'à 100 000 visiteurs).

### Ponctuels
En 2000 et en 2022, Antigone accueille la Zone Artistique Temporaire (ZAT), une manifestation artistique et culturelle mêlant arts vivants, arts visuels et projets participatifs.
En 2022, pour les 40 ans de la Fête de la Musique, l'Esplanade de l'Europe accueille un grand concert gratuit rassemblant 15 000 personnes et retransmis sur France Télévisions.

## Lieu de tournage
- Antigone 34 est une mini-série télévisée française en 6 épisodes de 52 minutes, créée par Alexis Nolent et Brice Homs, réalisée par Louis-Pascal Couvelaire et Roger Simonsz, elle a été diffusée entre le 23 mars 2012 et le 6 avril 2012 sur France 2.
- Le clip de Les Menottes, titre du rappeur L'Algerino[56]
- Le clip de Peur, titre du rappeur sétois Demi-Portion[57]
- Balle Perdue 3, de Guillaume Pierret avec Alban Lenoir

## Labellisations de récompenses
- Antigone a été partiellement labellisé architecture contemporaine remarquable, label décerné par le ministère de la Culture, par la commission régionale du patrimoine et de l'architecture, en 2018[58].